# Gewone stipjes
Gewone stipjes (Naetrocymbe punctiformis) is een niet-gelicheniseerde ascomyceet uit de familie Naetrocymbaceae.

## Determinatie
Ascomata peritheciën zijn ongeveer cirkelvormig, staan verspreid of geclusterd en hebben een diameter van 150–180(–230) µm. Jonge groepjes hebben  de neiging om minder sterk koepelvormige ascomata te hebben. Pseudoparafysen hebben een diameter van 1,5–2,5 diameter en hebben celen van 3-8 µm lang. De asci zijn peervormig. Ascosporen zijn cilindrisch tot nauw cilindrisch-clavaat, hyalien, enkelvoudig gesepteerd (soms geelachtig bruin en 3-septaat als ze oud zijn), slechts licht vernauwd bij het septum en meten 17–19,5(–22) × 4–5 µm.

## Verspreiding in Nederland
In Nederland is gewone stipjes vrij zeldzaam. Het staat niet op de rode lijst en is niet bedreigd.